# Kurzohrfledermaus
Die Kurzohrfledermaus oder Kurzohr-Bartfledermaus (Myotis ikonnikovi) ist eine Art der Mausohren (Myotis) innerhalb der Fledermäuse (Chiroptera). Sie kommt in Teilen Ostasiens von der Volksrepublik China und dem russischen Sibirien über die Mongolei bis auf die koreanische Halbinsel und Japan vor.

## Merkmale
Die Kurzohrfledermaus ist eine sehr kleine Fledermausart. Sie erreicht eine Kopf-Rumpf-Länge von 36 bis 52 Millimetern und eine Schwanzlänge von 30 bis 38 Millimetern. Die Hinterfüße haben eine Länge von 7 bis 9 Millimeter. Die Ohren messen 11 bis 13 Millimeter, sie sind vergleichsweise klein und reichen vorgeklappt nicht bis zur Schnauzenspitze der Tiere. Das Rückenfell ist dunkelbraun, die Bauchseite ist braun. Die Unterarmlänge beträgt 30 bis 36 Millimeter, der Calcar ist gekielt und die Flughaut setzt an den basalen Teilen der Zehen an. Die Schwanzflughaut (Uropatagium) besitzt keinen kammartigen Saum am hinteren Ende.
Der Schädel erreicht eine Gesamtlänge von etwa 12,7 Millimeter. Die Schnauzenregion ist spitz zulaufend. Der Abstand zwischen den Augen ist breiter als die Distanz zwischen den beiden oberen Eckzähnen. Der obere Prämolar P3 ist etwas kleiner als der P2, er ist nicht gegen die Zahnreihe versetzt.

## Verbreitung

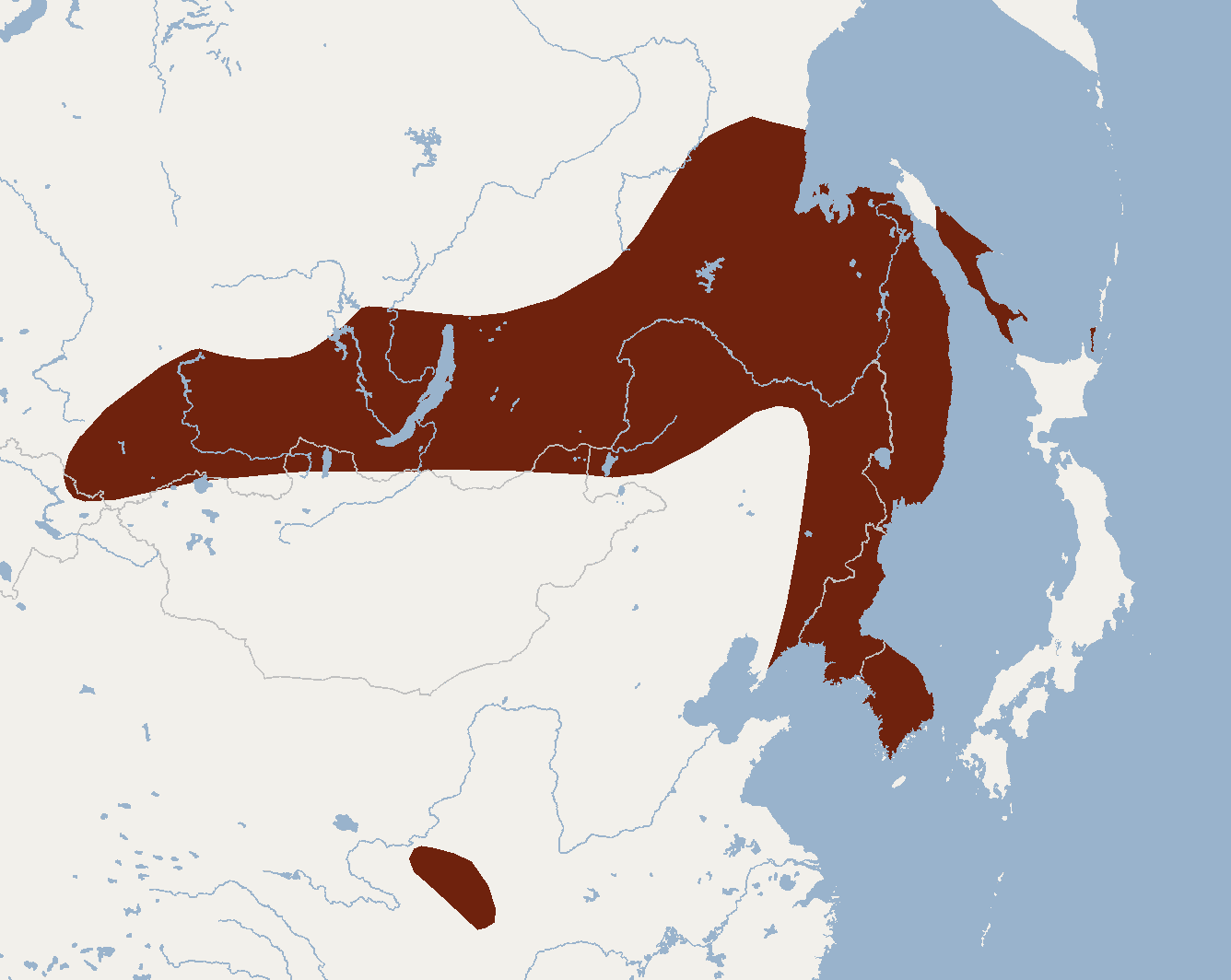
Verbreitungsgebiete der Kurzohrfledermaus

Die Kurzohrfledermaus kommt in Teilen Ostasiens vom Altai in Kasachstan über den Baikalsee, der Volksrepublik China und dem russischen Sibirien und die Mongolei bis auf die russische Insel Sachalin, die koreanische Halbinsel und die japanischen Inseln Honshū und Hokkaidō vor. In der Mongolei ist sie in der Ikh Hyangan Mountain Range im Norden des Landes nachgewiesen. Im Nordosten Chinas ist sie aus Nei Mongol, Heilongjiang, Jilin, Liaoning, Shaanxi und Gansu nachgewiesen, allerdings ist unklar, ob es sich bei allen Funden um Vertreter dieser Art handelt.

## Lebensweise
Über die Lebensweise der Fledermausart liegen nur sehr wenige Informationen vor. Die Tiere leben vor allem in Bergwäldern und Gebirgsregionen. Die Rast findet teilweise in Baumhöhlen und Steinspalten statt und die Tiere überwintern in Höhlen und unterirdischen Höhlungen. Aus Honshū wurden Wochenstuben in Häusern dokumentiert. Die Fledermäuse ernähren sich von fliegenden Insekten, die sie meistens knapp über dem Boden oder über Wasserflächen jagen.

## Systematik
Die Kurzohrfledermaus wird als eigenständige Art den Mausohren (Gattung Myotis) zugeordnet. Die wissenschaftliche Erstbeschreibung stammt von dem russischen Naturforscher Sergei Iwanowitsch Ognjow (kurz Ognev) aus dem Jahr 1912, der sie anhand von Individuen aus der Region um Dalneretschensk im Gebiet Primorje in Russland beschrieb und nach dem russischen Entomologen Nikolaus F. Ikonnikov benannte. Die teilweise als eigenständigen Arten beschriebenen Myotis fujiensis Imaizumi, 1954, Myotis hosonoi Imaizumi, 1954, Myotis ozensis Imaizumi, 1954, und Myotis yesoensis Yoshiyuki, 1984, werden als Synonyme der Art betrachtet.
Innerhalb der Art werden neben der Nominatform keine Unterarten unterschieden.

## Gefährdung und Schutz
Die Art wird von der International Union for Conservation of Nature and Natural Resources (IUCN) aufgrund des großen Verbreitungsgebietes, der regelmäßigen Vorkommen und geringer Risiken für die Bestände als nicht gefährdet (least concern) eingeordnet. Potenzielle bestandsgefährdende Risiken für die gesamten Bestände der Art sind nicht bekannt, allerdings ist sie in Japan durch den Verlust von Primärwäldern bedroht.

## Belege
1. 1 2 3 4 5  Don E. Wilson: Ikonnikov's Myotis. In: Andrew T. Smith, Yan Xie: A Guide to the Mammals of China. Princeton University Press, 2008; S. 377, ISBN 978-0-691-09984-2.
2. 1 2 3 4 5 6 7 8 9  Myotis ikonnikovi in der Roten Liste gefährdeter Arten der IUCN 2017-3. Eingestellt von: M. Stubbe, J. Ariunbold, V. Buuveibaatar, S. Dorjderem, Ts. Monkhzul, M. Otgonbaatar, M. Tsogbadrakh, 2008. Abgerufen am 30. Januar 2018.
3. 1 2  Don E. Wilson & DeeAnn M. Reeder (Hrsg.): Myotis ikonnikovi in Mammal Species of the World. A Taxonomic and Geographic Reference (3rd ed).
4. ↑  „Ikonnikov“, In: Bo Beolens, Michael Grayson, Michael Watkins: The Eponym Dictionary of Mammals. Johns Hopkins University Press, 2009; S. 203; ISBN 978-0-8018-9304-9. (Google Books)